# 中国同盟会

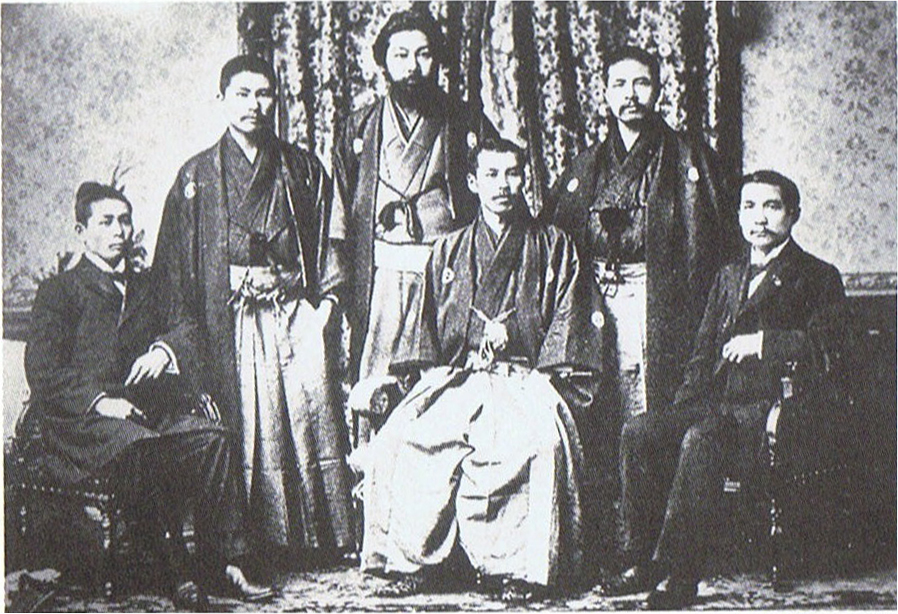
中国同盟会、前列右端が孫文、後列中央が宮崎滔天（1890年）

中国同盟会（ちゅうごくどうめいかい）または中国革命同盟会（ちゅうごくかくめいどうめいかい）は、清末、1905年8月20日、孫文らにより東京で結成された政治結社。略称は同盟会。孫文を中心に、清朝打倒を目指す革命運動の指導的役割を担った団体である。

## 成立

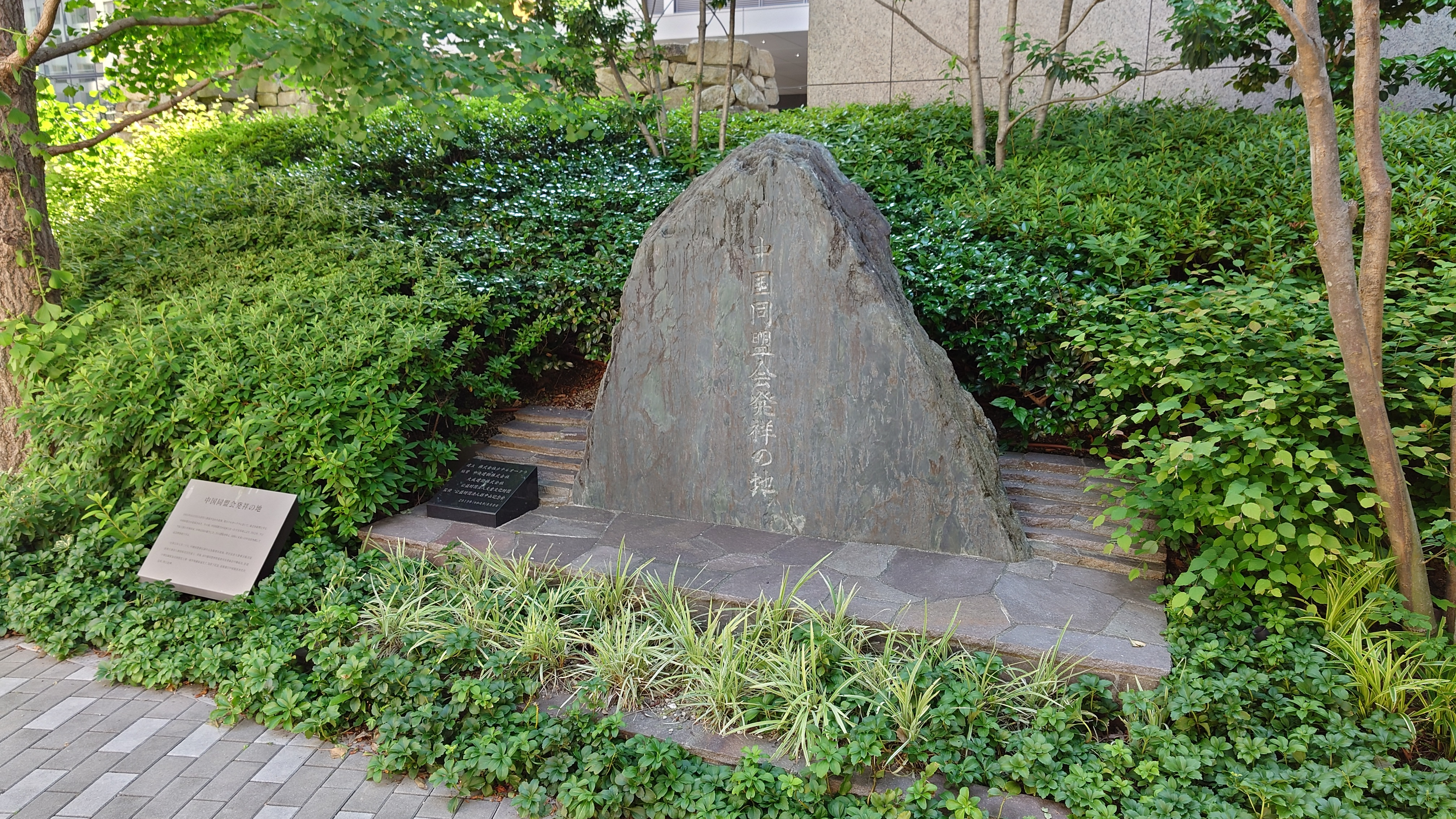
東京都港区のThe Okura Tokyo敷地内にある「中国同盟会発祥の地」の記念碑。中国同盟会の結成大会は、当地にあった大倉喜八郎の邸宅内で開かれた。

1905年7月、黒竜会の指導者であった内田良平により孫文が東京に赴き、中国同盟会の設立準備に着手した。8月20日、頭山満が提供した赤坂区の民家の2階で興中会（孫文・胡漢民・汪兆銘など）、光復会（陶成章・章炳麟・蔡元培・秋瑾など）、華興会（黄興・宋教仁・陳天華）などが合併して中国革命同盟会（後に日本政府の干渉により中国同盟会と改称）が成立、孫文を総理、黄興を庶務に選出すると同時に『軍政府宣言』、『中国同盟会総章』および『革命方略』などの文書を採択し、国内外に支部及び分会を設置、華僑、会党、新軍と連絡し全国規模の革命組織となった。

## 辛亥革命前
同盟会は孫文が提唱する「駆除韃虜、恢復中華、創立民国、平均地権」を綱領に採用、機関誌として『民報』を発行した。同盟会は孫文の唱える中華民国政府のもとに、立法・行政・司法を設置する三権分立を確立することを目標とし、編集長の陶成章と章炳麟のもと胡漢民と汪兆銘が執筆した『民報』は、帝政維持を主張する康有為・梁啓超による『新民叢報』と激しい論戦を繰り広げた。
同盟会は1906年にシンガポールに南洋支部を設立し、東南アジアでの活動を展開するなど運動の発展を見たが、1907年、孫文が会員の同意を得ることなく日本政府から資金を受けて日本を離れたことに反発して光復会が離脱、孫文は汪兆銘、胡漢民等と共に南洋本部を組織、黄興なども孫文への支持を継続している。
同盟会は清朝打倒のための1906年より地方支部との協力のもと萍瀏醴起義（1906年12月:丙午萍瀏之役とも）、黄岡起義（1907年5月:丁未黄岡之役とも）、七女湖起義（6月:丁未恵州七女湖之役とも）、欽廉防城起義（9月:丁未防城之役とも）、鎮南関起義（12月:丁未鎮南関之役とも）、欽廉上思起義（1908年3月:戊申馬篤山之役とも）、雲南河口起義（4月:戊申河口之役とも）、広州新軍起義（1910年2月:庚戌広州新軍之役とも）、黄花崗起義（1911年4月27日:辛亥広州起義とも）の武装蜂起を行うが、いずれも失敗している。特に黄花崗起義では多くの成員の犠牲者を出している。

## 辛亥革命後
辛亥革命勃発後、同盟会の本部は東京より上海に移された。1912年に南京に臨時政府が成立すると、閣僚9名のうち3名が同盟会成員から選出されたが、この時期には同盟会は三民主義や土地分配を巡り意見対立、更に章炳麟や黎元洪による共和党結党により分裂状態に陥っていた。
1912年8月7日、同盟会は宋教仁を中心として、統一共和党、国民公党、国民共進会、共和実進会と併合、北京において国民党（中国国民党とは別組織）が成立した。1913年に袁世凱が大総統に就任すると、この国民党は強制的に解散させられた。